# Eragrostis pilosissima
Eragrostis pilosissima är en gräsart som beskrevs av Heinrich Friedrich Link. Eragrostis pilosissima ingår i släktet kärleksgrässläktet, och familjen gräs. Inga underarter finns listade i Catalogue of Life.